# Distretto di Nuku
Il distretto di Nuku, in inglese Nuku District, è un distretto della Papua Nuova Guinea appartenente alla provincia di Sandaun. Ha una superficie di 3.503 km² e 42.000 abitanti (stima nel 2000)